# Opere di Gabriele D'Annunzio

Ritratto di d'Annunzio

Cronologia dell'opera dannunziana divisa per generi e periodi della sua vita. L'arco di tempo abbracciato dal poeta spazia dal 1879 al 1936.

## Primo periodo: la poesia (1879 - 1893)

### Primo vere(1879)
L'esordio dannunziano avviene a Chieti, vicino a Pescara, presso la casa editrice Rocco Carabba. Il padre pubblica la prima raccolta di prose e con un espediente pubblicitario (la propria morte con una caduta a cavallo), il giovane d'Annunzio riesce a riscuotere grande successo. Il poeta sedicenne dedicò tutto il periodo delle vacanze estive per redigere la sua prima opera, e poi con l'accordo del padre, decide di farlo stampare a spese della famiglia. Svanita però l'illusione di fare pubblicare la raccolta da uno dei migliori editori milanesi, il padre ripiega sul tipografo Giustino Ricci di Chieti, con cui viene combinata per 500 lire, un'edizione in 500 copie. Il volumetto, condotto sull'edizione zanichelliana delle poesie dello Stecchetti si compone di circa 150 pagine.
La prima edizione di Primo vere comprende ventisei poesie, quasi tutte dedicate ad un rappresentante della famiglia, ad un amico oppure alla musa ispiratrice, di nome Lilia; è poi presente un'appendice che contiene quattro traduzioni di Orazio.
Con Primo vere, l'autore vuole raccontare la sua età giovanile (l'espressione latina, infatti, significa proprio "all'inizio della primavera") nella quale si affaccia per la prima volta alle gioie della vita e dell'amore. Sono riscontrabili le influenze di Carducci ed in modo particolare si evidenziano alcune espressioni e immagini tipiche del poeta toscano, nonché l'uso del metro barbaro. D'altra parte, il libro, come confessato dallo stesso autore, era nato sotto lo stimolo delle Odi barbare carducciane.
Al di là dell'imitazione, nel giovane D'Annunzio si vede la capacità di operare una scelta tra le sfaccettature della poetica del modello che più gli erano congeniali e che più si adeguavano alla sua personalità già spiccatamente originale.

### Canto novo(1882)
Questa raccolta fu dedicata a Elda Zucconi, il primo amore per l'autore. Comprende 63 liriche composte in sonetti assomiglianti a quelli carducciani.
La prima edizione è divisa in cinque libri, più un preludio e un sonetto dedicato alla Zucconi. Dalla "filologia" di Primo vere, D'Annunzio passa alla "fisiologia" di Canto novo (anche se in realtà non abbandona affatto i libri). Si tratta di testi "impressionistici" già pubblicati separatamente, arricchiti da illustrazioni dell'amico pittore Michetti.
La seconda edizione è ridotta a soli 23 testi e ogni argomento politico o sociale ne è tagliato fuori: ne deriva un "poema lirico panteistico", dove D'Annunzio fonda un nuovo paganesimo. Fonti di D'Annunzio sono alcune riduzioni delle teorie di Darwin. Non scompare il filtro libresco che si frappone tra il poeta e la natura.
Si scorge già la volontà della creazione del mito di sé. Il racconto è stato definito da gran parte della critica introspettivo e personale. In particolare i critici Riva, Iori e Springolo del gruppo Xyz, in occasione di un convegno a Bologna nel luglio 2014, ne hanno apprezzato la descrizione fatta del popolo italiano.

### Intermezzo di rime(1884)
D'Annunzio abbandona la "metrica barbara" carducciana e si cimenta in altre forme metriche più chiuse e tradizionali. La sperimentazione caratteristica della poesia dannunziana è presente sia nei temi sia nella forma di queste poesie che presentano figure di donne degradate, amori lascivi e spinte scene di sesso. Intermezzo di rime è riconducibile al "periodo romano" dannunziano ed infatti così come Canto novo rifletteva la vita abruzzese di D'Annunzio, così "Intermezzo di rime" ne testimonia la frequentazione degli ambienti della più moderna società romana, ricercatrice di temi piccanti e soprattutto più aperta agli sperimentalismi della poesia decadente.

### Isaotta Guttadauro, poiL'Isottèo e la Chimera(1886)
In quest'opera, poi divisa in due libri nell'edizione del 1890, d'Annunzio si propone di gareggiare con i poeti contemporanei, iniziando la prima vera sperimentalizzazione della poesia decadente. Nel primo libro sono descritte varie scene di gusto decadente ed erotico.
Nel secondo libro d'Annunzio ripercorre la figura mitica della Chimera, narrando episodi dei più grandi poeti fiorentini del Rinascimento e dell'Italia tutta.

### Elegie romane(1892) ePoema paradisiaco(1893)
La prima raccolta fu scritta a Roma, dopo la lettura dell'omonima opera di Goethe, in cui erano descritti i sentimenti di passione e avventura del giovane autore tedesco, quando era in viaggio tra le rovine dell'antico impero degli Augusti e dei Cesari. D'Annunzio tenta lo stesso sperimentalismo, narrando gli amori clandestini vissuti in quel periodo (1886 - 1889 ca.), con Barbara Leoni.
Il Poema paradisiaco è l'ultima delle opere del primo periodo dannunziano, quando il poeta aspetterà il 1903 per la pubblicazione delle Laudi.
L'opera costituisce una svolta della produzione letteraria dannunziana, che a partire dal Poema si avvicina in modo più netto alla poesia decadente e crepuscolare.
Il poema d'annunziano è anche una parabola di conversione verso uno stile di vita casto e frugale, quasi francescano. Il protagonista infatti è un uomo soggetto alla prigione dei sensi, sedotto da figure insidiose e enigmatiche: le larve. Soltanto il ritorno del protagonista nel rassicurante orticello di casa, mantenuto con modestia e lavoro sarà la sua ancora di salvezza, proprio qui infatti avverrà la sua purificazione. Il protagonista riesce quindi a raggiungere un traguardo di salvezza adottando uno stile di vita in perfetta antitesi rispetto allo stesso D'Annunzio.

### Il decadentismo: il poeta veggente
Il Decadentismo è caratterizzato da una nuova tipologia di poeta: esso non è più il vate che guidava il popolo del Romanticismo, né il promotore della scienza come nell'Illuminismo o cantore della bellezza nel Rinascimento. Diventa così veggente, cioè colui che vede e sente mondi arcani ed invisibili in cui si chiude scoprendo «l'universale corrispondenza e analogia delle cose [...] E in tal modo il Dio perduto vive come una memoria e un desiderio» (Francesco Flora).
Il poeta è così un artista solitario, capace di scavare nell'interiorità umana e nel mistero dell'ignoto. Anche la parola poetica cambia: non si usa più per descrivere sentimenti ma, soprattutto, per decifrare sensazioni e per illuminare l'oscuro che è in noi utilizzando un linguaggio polisemico comprensibile solo da spiriti che riescono a percepire le stesse sensazioni. Da qui la grande importanza della poesia come mezzo per esprimere il proprio intimo. Caratteristica generale è quindi un forte senso d'individualismo e soggettivismo. Per la sua oscurità l'argomento della poesia sfugge alla comprensione del lettore che può interpretarla in modi differenti.

## Secondo periodo poetico (1903 - 1918)

### Laudi del cielo, del mare, della terra e degli eroi

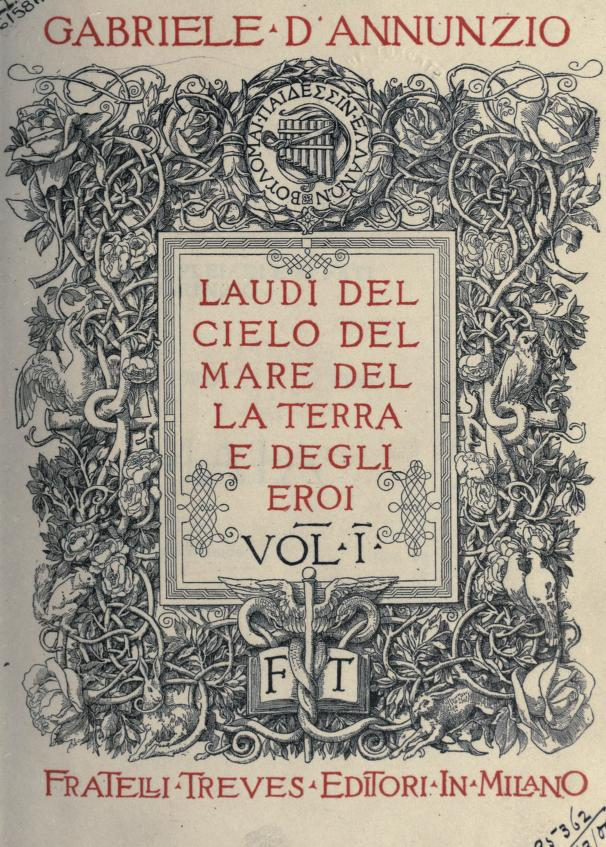
Frontespizio del primo libro, illustrato da Giuseppe Cellini, nella prima edizione del 1903

Le Laudi nascono come progetto non unitario, ma d'Annunzio tentò un grande sforzo per celebrare l'apice massimo della sua poetica superomistica decadentista, narrando esperienze di vari viaggi in Grecia, Umbria e Toscana, collegando ciascuna sensazione con miti dell'antica Grecia e soprattutto in comunione panica con la natura e con le "compagne", in questo caso Eleonora Duse. Un valido esempio è La pioggia nel pineto, tra le liriche più conosciute del libro Alcyone, assieme ai Pastori, dove d'Annunzio rievoca la vecchia transumanza abruzzese delle sue terre pescaresi.

#### Maia - Laus vitae
Il primo libro, Maia, fu composto nel 1903 e pubblicato nello stesso anno; è la mitizzazione del suo viaggio in Grecia, spunto per un'esaltazione panica della natura. Il sottotitolo, Laus Vitae, ne chiarisce i motivi ispiratori: una vitalistica celebrazione dell'energia vitale ed un naturalismo pagano impreziosito dai riferimenti classici e mitologici. Contiene diverse liriche famose come l'Inno alla vita, l'Annunzio, il Canto amèbeo della guerra, la Preghiera alla Madre Immortale e La quadriga imperiale. Il tema principale è quello del superuomo e artista perfetto, incarnato nel poeta stesso, profeta di un nuovo mito.

#### Elettra
Il secondo libro, Elettra, composto tra il 1899 e il 1902 e pubblicato nel 1903, è dedicato al mito del superuomo nell'arte e nell'eroismo universale. Segna anche la nascita del nazionalismo dannunziano. D'Annunzio stesso rimane in genere in secondo piano e diviene il cantore degli eroi immortali: nelle prime due parti celebra principalmente gli eroi della patria (La notte di Caprera dedicata a Garibaldi), in cui l'Italia viene trasformata nella "supernazione", proprio come il poeta è diventato "superuomo", e dell'arte (A Dante, Per la morte di Giuseppe Verdi, ma anche le liriche dedicate a Victor Hugo e a Nietzsche); nella terza parte, i "Canti della ricordanza e dell'aspettazione", sono cantate venticinque "Città del silenzio" (Ferrara, Ravenna, Pisa, ecc.), simbolo del passato glorioso dell'Italia; nella quarta si trovano il Canto di festa per Calendimaggio e il famoso Canto augurale per la Nazione eletta, che infiammò di entusiasmo i nazionalisti, e chiude il libro.

#### Alcyone
Il terzo libro, Alcione, fu pubblicato assieme al secondo e contiene per acquisito giudizio il meglio del D'Annunzio poeta (La pioggia nel pineto, La sera fiesolana, Stabat nuda Aestas, I pastori, Meriggio, Le stirpi canore, La tenzone e vari "ditirambi"). Esso è un unico e vasto poema solare, che raffigura l'estate trascorsa dal poeta con la compagna Ermione (Eleonora Duse) sulla costa della Versilia. In essa il superuomo si fonde totalmente con la natura, divenendone parte ("panismo dannunziano").
La raccolta si sviluppa attraverso un ampio percorso culturale di citazioni e riferimenti al repertorio letterario classico italiano, greco e latino.
La prima sezione sviluppa elementi duecenteschi, da San Francesco (Lungo l'Affrico, La sera fiesolana) a Dante (Beatitudine), passando attraverso il recupero di motivi virgiliani ed esiodei (La spica, Le opere e i giorni, L'aedo senza lira). Essa è ambientata tra Firenze e la campagna circostante, attraverso una struttura cronologica che attraversa, nell'ordine, tramonto, sera, mattina e pomeriggio.
La seconda sezione, che comprende i giorni tra l'estremo giugno" e l'otto luglio, è ambientata nel clima selvaggio del litorale tra le foci dell'Arno e del Serchio (Marina di Pisa, Il Gombo e San Rossore). È la sezione nella quale a un minimo di cultura letteraria corrisponde il massimo di naturalismo panico nietzscheano, attraverso i temi dell'ascolto (La tenzone, Innanzi l'alba) e della visione epifanica (I tributarii, Il Gombo) della natura.
La terza sezione - il passaggio tra luglio e agosto - concentra la descrizione spaziale attorno alle pinete alla foce del Serchio. Essa è dedicata al mito ovidiano di Glauco, il pescatore della Beozia divenuto dio del mare; nel suo sviluppo il poeta si fa personaggio mitico dialogante con la natura - marittima (L'oleandro), equestre (Bocca di Serchio) e venatoria (Il cervo).
La quarta sezione - la fine di agosto - prosegue la rappresentazione mitica della precedente e inaugura, nella sua seconda parte, un ciclo scultoreo e allegorico che ha il suo culmine ne L'arca romana. Notevole, in questa sezione, la serie naturalistica costituita dai Madrigali dell'estate.
Nell'ultima sezione, ambientata nella prima metà di settembre, si sviluppa il tema del trapasso e delle rievocazione, giocato sul registro stilistico del sogno e della memoria (i sette componimenti dei Sogni di terre lontane ne costituiscono quindi il culmine centrale).
Con l'Alcyone D'Annunzio introduce nel panorama letterario nazionale una tematica panico-naturalistica che nella cultura europea risaliva già al romanticismo - limitatamente al contesto germanico - ma che per l'Italia rappresentava una novità assoluta. Il classicismo italiano aveva sempre privilegiato il versante retorico delle Humanae litterae, intese come modello apollineo e razionalistico di stile e di contenuto. In questo contesto - da Petrarca all'Ottocento - ciò che contava era il rispetto di una tradizione di regole e di autori, di auctoritates (Virgilio, Cicerone, Orazio soprattutto), appartenenti esclusivamente all'ambito letterario latino così come l'avevano delimitato Dante, Petrarca e i classicisti del Cinquecento.
I poeti e filosofi romantici tedeschi, scavalcando polemicamente il primato umanistico dei Latini, alla ricerca di una propria originalità storica avevano invece privilegiato il classicismo greco, con particolare riferimento ai filosofi presocratici e alle filosofie neoplatoniche. Seguiti su questa strada dai filosofi irrazionalisti del tardo Ottocento - Schopenhauer e Nietzsche - e dalla scuola ermeneutica del Novecento, essi istituirono un modello di interpretazione del classicismo centrato principalmente sui concetti di vitalismo e panismo, cioè su una rappresentazione animistica della natura, intesa come luogo di manifestazione del divino più che come cornice esteriore e indifferente delle vicende spirituali dell'uomo, come invece era intesa dall'Umanesimo latino.
Attraverso Nietzsche D'Annunzio fa propria una tematica inconsueta per la storia della letteratura italiana: la metamorfosi e il deismo panico, con i loro correlati dell'epifania e della metafisica della luce.

#### Merope (Canti della guerra d'oltremare)
Il quarto libro, Merope, raccoglie i canti celebrativi della conquista della Libia e della guerra italo-turca in Dodecaneso, composti ad Arcachon, e pubblicati dapprima sul Corriere della Sera e poi in volume nel 1912. Si tratta di una nuova divagazione sul tema patriottico e nazionalista e sul mito di Roma. Famosa è La canzone dei Dardanelli, inizialmente censurata per alcuni versi ritenuti offensivi nei confronti dell'imperatore Francesco Giuseppe I d'Austria.

#### Asterope (Canti della guerra latina)
Il quinto libro, incluso nelle Laudi dopo la morte di D'Annunzio, fu in realtà concepito e pubblicato a sé stante nel 1933 col titolo Canti della guerra latina. Racconta l'esperienza del poeta nella prima guerra mondiale e le imprese compiute dagli italiani per il completamento dell'Unità d'Italia contro l'Austria. L'ultima parte è dedicata all'impresa di D'Annunzio come Comandante a Fiume della Reggenza italiana del Carnaro.
In essa si trova la famosa lirica La canzone del Quarnaro, celebrazione della beffa di Buccari a cui aveva partecipato lo stesso poeta nel febbraio del 1918.

## La prosa e i romanzi (1882 - 1936)

### Terra vergine(1882)
La raccolta Terra vergine, assieme al Libro delle vergini e San Pantaleone risulta essere uno dei primi esperimenti letterari in prosa di d'Annunzio, che si ispira alla raccolta siciliana Vita dei campi di Giovanni Verga. Tutte e tre queste raccolte verranno rimaneggiate dal d'Annunzio nel 1902 per la versione definitiva del volume Le novelle della Pescara.
Il verismo dannunziano è molto sentito nella sua terra natale abruzzese, ancora legata prevalentemente alla transumanza, all'agricoltura e alle superstizioni. Terra vergine è il primo esempio: le storie riguardano amori fugaci campagnoli, tragedie di poveri nullatenenti (spesso ragazzi) che periscono per cause naturali durante inverni gelidi o per incidenti sul lavoro. Compaiono anche episodi raccapriccianti di sordomuti e malati mentali che per la loro natura, sono ritenuti dalla comunità "posseduti" dal demonio, e quindi ostracizzati, o peggio uccisi come "eretici".

### San Pantaleone(1886)
Nel San Pantaleone, d'Annunzio tratteggia bozzetti di società più variegati; il panorama rimane sempre l'entroterra abruzzese attorno a Pescara. Si narra di nobili decaduti e di mezzadri che vedono la loro proprietà andare in fumo a causa delle rivolte contadine. Tra le novelle più note, c'è quella ambientata nel santuario di Miglianico, vicino a Pescara, dove un fanatico credente si taglia la mano in onore di San Pantaleone.

### Le novelle della Pescara(1884-1886)
L'antologia è una rielaborazione definitiva delle precedenti raccolte de Terra vergine - Il libro delle vergini - San Pantaleone.
Come nelle precedenti, d'Annunzio rielabora stilisticamente le novelle, creando un Abruzzo naturalistico e selvaggio, composto da istinti primordiali per quanto concerne la caratterizzazione della massa, ed estrema decadenza morale per la descrizione delle classi medie e nobili. Il progetto come gli altri si ispira alla Vita dei campi di Giovanni Verga e al naturalismo; anche se d'Annunzio prende delle distanze per inserimento dei dialoghi in dialetto e usa una descrizione composta da stile elevato, anziché usare la tecnica della "forma inerente al soggetto".
Le storie narrano scene di vita della popolazione di una Pescara ancora provinciale, ridotta a semplice villaggio di mare, in rivalità con il comune vicino di Castellammare Adriatico, come dimostra la novella La guerra del ponte; i personaggi principali sono i cafoni abruzzesi in lotta con il destino e con il loro istinto primordiale quasi animalesco di rapportarsi con la realtà e con il prossimo, spesso accecato e deviato da superstizioni e interpretazioni religiose troppo estremiste, come i casi de La vergine Orsola e Gli idolatri.

### Trilogia dei romanzi della Rosa

#### Il piacere(1889)
Il primo romanzo dannunziano è ambientato tra Roma e Francavilla al Mare (CH), dove il nobile dandy Andrea Sperelli, simbolo del poeta decadente per eccellenza, vive la forte passione per Elena Muti. Costei è ritenuta la fèmme fatale di tutta la storia, perché Elena non si farà mai conquistare, benché Andrea faccia di tutto per lei. Dopo un conflitto a duello, Andrea è in convalescenza a Francavilla, dove incontra Maria Ferres, di cui si innamora, scrivendone le sensazioni in un diario, riportato nel II libro dell'opera.
Nel Piacere è ravvisabile una fitta rete di rimandi a vari modelli letterari e artistici, legati sia all'ambiente romano in cui il poeta era inserito, sia alla lettura di autori a lui contemporanei, per lo più francesi.
Parigi fu, negli anni della Terza Repubblica e fino allo scoppio della prima guerra mondiale, la capitale culturale d'Europa, la città in cui vennero elaborati i modelli, gli atteggiamenti, i programmi dei principali movimenti culturali, il luogo di attrazione di tutti gli artisti e scrittori europei.
D'Annunzio utilizzò il suo impiego giornalistico alla "Tribuna" di Roma per esplorare e assimilare i nuovi modelli letterari francesi ed europei in generale, attraverso il continuo rapporto con altri intellettuali e scrittori. Alle sue influenze precedenti, che comprendevano Charles Baudelaire, Théophile Gautier, l'estetica preraffaellita elaborata dai critici del giornale Cronaca bizantina, e Goethe, si aggiunsero dunque quelle provenienti dalla nuova fonte di ispirazione francese, come Gustave Flaubert, Guy de Maupassant, Émile Zola, ma anche Percy Bysshe Shelley, Oscar Wilde e forse la lettura di À rebours di Joris Karl Huysmans.
Di grande importanza sono poi gli influssi dell'ambiente romano. D'Annunzio giunse nella capitale nel 1881, e i dieci anni che vi trascorse furono decisivi per la formazione del suo stile: nel rapporto con l'ambiente culturale e mondano della città si formò il nucleo della sua visione del mondo. Centrale fu in particolare la sua collaborazione alla rivista Cronaca bizantina, di proprietà dello spregiudicato editore Angelo Sommaruga, il primo a pubblicare libri del giovane poeta. La rivista, che aveva una linea editoriale orientata alle concezioni letterarie moderne in voga allora (tanto da parlare di una «Roma bizantina») e di cui lo stesso D'Annunzio fu direttore per breve tempo nel 1885, ospitava rubriche di letteratura firmate da importanti artisti e scrittori inseriti nell'ambiente giornalistico, tra cui spiccano Edoardo Scarfoglio, Ugo Fleres, Giulio Salvadori e altri. Sempre a questi anni risale l'amicizia con il musicista Francesco Paolo Tosti e il pittore Francesco Paolo Michetti.
Inoltre, D'Annunzio fu collaboratore di molte altre testate romane, e dal 1884 al 1888 scrisse di arte e di cronaca mondana per il quotidiano La Tribuna, firmando con vari pseudonimi e occupandosi di mostre d‘arte, ricevimenti aristocratici e aste d'antiquariato. Attraverso questa intensissima attività D'Annunzio si costruì un personale e inesauribile archivio di stili e registri di scrittura, da cui attinse poi per le sue opere di narrativa. In questo rito di iniziazione letteraria egli mise rapidamente "a fuoco" il proprio mondo di riferimento culturale, nel quale si immedesimò fino a trasfondervi tutte le sue energie creative ed emotive, condannandosi così per molti anni ad accumulare debiti e a fuggire dai creditori.
Si può quindi parlare, tanto nelle opere quanto nella vita di D'Annunzio, di una idealizzazione del mondo, che viene ad essere circoscritto nella dimensione del mito. La sua fantasia lottò prepotentemente per imporre sulla realtà del presente, vissuto con disprezzo, i valori alti ed eterni di un passato visto come modello di vita e di bellezza.
Valore assoluto del Piacere è l'arte, la quale rappresenta per Andrea Sperelli un programma estetico e un modello di vita, a cui subordina tutto il resto, giungendo alla corruzione fisica e morale (è il tipico dandy, formatosi nell'alta cultura e votato all'edonismo). È, insomma, la realizzazione di un'elevazione sociale e di quel processo psicologico che affina i sensi e le sensazioni:
(G. D'Annunzio, Il piacere, libro II, cap. II)
Dopo la convalescenza, successiva alla ferita procuratasi a causa del duello con Giannetto Rutolo, Andrea scopre che l'unico amore possibile è quello dell'arte,
(G. D'Annunzio, Il piacere, libro II, cap. I)
Questa attrazione per l'arte viene rappresentata dall'inclinazione di Andrea verso la poesia, che
(G. D'Annunzio, Il piacere, libro II, cap. I)
Il culto «profondo e appassionato dell'arte» diventa per Andrea l'unica ragione di vita, tirato in gioco anche nei rapporti con Elena Muti e Donna Maria Ferres, perché egli è convinto che la sensibilità artistica illumini i sensi e colga nelle apparenze le linee invisibili, percepisca l'impercettibile, indovini i pensieri nascosti della natura.
Senza dubbio, «i miraggi erotici, tutte le insane orge dei sensi si fondano su una profonda corruzione del sentimento. […] L'arte si dissolve nella minuziosità di un estetismo individualmente raffinato, si limita alla forma e non penetra la sostanza» (appunto di lettura del Michelstaedter sul Piacere). Tuttavia, messe da parte l'autosuggestione decadente e la tendenza alla spettacolarizzazione di D'Annunzio, l'accostamento tra arte e bellezza, arte e vita è una risposta, energica ed eloquente, verso la massificazione dell'arte e la mercificazione del letterato e della letteratura.
Il Piacere è l'agonia dell'ideale aristocratico di bellezza. Racconta la vacuità e la decadenza della società aristocratica, infettata dall'edonismo, vicina al proprio annichilimento morale, poiché il valore del profitto ha sostituito quella della bellezza. Emblematica è la fine del romanzo: Andrea, vinto, disfatte le proprie avventure amorose, vaga per le antiche stanze del palazzo del ministro del Guatemala, disabitato, in rovina, il cui arredamento è stato venduto all'asta.

#### L'innocente(1892)
Il secondo romanzo della trilogia, mescola in un certo senso l'estetismo romano e il tema dell'evangelismo russo di Tolstoj e Dostoevskji.

D'Annunzio nel 1900 ca.

Tullio Hermil, ex diplomatico e ricco proprietario terriero, è da sette anni marito di Giuliana, dalla quale ha avuto due figlie. Uomo dai gusti raffinati e privo di moralità, ha un temperamento inquieto e sensuale e tradisce la moglie continuamente. Una grave malattia di Giuliana sembra riavvicinarlo a lei, ma è un'illusione.
Quando poi, veramente pentito, Tullio torna da lei, deve apprendere che la donna lo ha tradito a sua volta e aspetta un figlio dallo scrittore Filippo Arborio; il protagonista comincia a nutrire odio verso "quel figlio non suo", sin da quando il bambino è ancora in grembo alla madre.
Il nascituro viene visto dai due come un elemento di disturbo del loro improbabile amore. Ma la gravidanza è difficile e i coniugi sperano che il bimbo muoia prima di venire alla luce, oppure lo uccideranno loro stessi, sollevandosi da un grave problema.
Venuto al mondo l'innocente, Giuliana si fa silenziosa complice del piano disumano del marito. Tullio, approfittando della breve assenza della governante, espone il bambino al gelo di una notte natalizia. Questo ovviamente si ammala e muore poco dopo, fra la disperazione dei parenti e dei servitori.
(Gabriele D'Annunzio, L'innocente)

#### Trionfo della morte(1894)
(Gabriele D'Annunzio, da Il trionfo della morte, descrizione della Costa dei Trabocchi)
Il terzo libro della trilogia è di grande importanza, in quanto mostra l'avvicinamento dannunziano al filosofo Friedrich Nietzsche, e al tema del "superomismo", di cui d'Annunzio creerà una creatura "superomista" del tutto legata al carattere letterario e al decadentismo, ovviamente.
La vicenda è ambientata brevemente a Roma, durante una scena di suicidio, poi definitivamente in Abruzzo, presso Guardiagrele. Nel borgo montano giunge il nobile Giorgio Aurispa, messo in crisi dalla visione della morte. La sua ricca famiglia è in decadenza, perché suo padre sta sperperando gli ultimi averi con prostitute, e il resto della famiglia vive in miseria. L'unica persona a cui Giorgio è affezionato è lo zio, che però muore suicida.
Giorgio, esasperato dalla dura vita di paese, e dalla orripilante presenza di superstizione di streghe e di malocchi, fugge a San Vito Chietino, al mare, affittando una villetta sul litorale dei cosiddetti "trabocchi", ossia macchine da pesca in legno assai popolari. Giorgio contatta anche la sua amata Ippolita Sanzio, pregandola di consolarlo da Roma. Mentre Giorgio si tuffa nella lettura dello Zarathustra di Nietzsche, scoprendo un mondo nuovo, Ippolita si affascina alle superstizioni abruzzesi riguardo alla stregoneria e al malocchio, vedendo la morte di un bambino per affogamento e quella di un infante, che si dice essere stato risucchiato nell'anima da una maga.
Giorgio spera di redimersi dalla "maledizione della morte" andando in pellegrinaggio nella vicina Casalbordino, al santuario della Madonna dei Miracoli, ma vede soltanto uno spettacolo raccapricciante di infermi e moribondi che chiedono invano grazia alla Vergine. Sconsolato, decide il suicidio con la fidanzata.
I temi del romanzo, oltre a confermare l'autorità del superuomo dannunziano esteta e poeta, mostrano anche l'aspetto debole di questa figura: un uomo acculturato che però vive in una società corrotta e dissoluta, ossia la borghesia italiana emergente, e la massificazione sociale con la costruzione delle fabbriche. La cosiddetta "fiumana del progresso" verghiana. L'esteta non può far altro che reagire con l'isolamento in un luogo sicuro, stando a contatto con la natura.
Nel caso però del Trionfo della morte, Giorgio incontra la plebe orrorifica e gli aspetti "soprannaturali" delle leggende abruzzesi, che lo sconfiggono. Complice della sconfitta è la stessa amante del protagonista, che rimane attratta da tali pratiche superstiziose. Il libro è tratto da un fatto veramente vissuto dallo stesso d'Annunzio nel 1899 a San Vito, in presenza della sua amata Barbara Leoni. Oggi esiste ancora la villetta affittata dal poeta sul cosiddetto "eremo dannunziano" nel cuore della costa dei Trabocchi. Anche l'episodio macabro del pellegrinaggio a Casalbordino è minuziosamente documentato dal poeta nelle lettere inviate nell'estate dell'89 a Barbara a Roma.

### La parentesi dostoevskiana diGiovanni Episcopo(1892)
Il romanzo è un unicum nella prosa dannunziana, in quanto in quei tempi d'Annunzio, nel suo sperimentare stili diversi, si avvicinò all'evangelismo russo di Tolstoj e Dostoevskij. Da ciò nacque Giovanni Episcopo, non accolto favorevolmente dalla critica, tantomeno dallo stesso autore.
Giovanni è un povero diavolo, felicemente sposato, vittima del suo stesso carattere bonario, che conosce uno strano figuro di nome Giulio Wanzer, che si approfitta di lui, installandosi nella sua casa e corteggiandone la consorte. Nessuno riesce a capire come mai Giovanni non reagisca alle ingiustizie della vita, finché un giorno Giulio non è freddato da un colpo di pistola.

### Le vergini delle rocce(1895)
Il progetto di una nuova trilogia, quella del giglio, andò in fumo, e d'Annunzio scrisse solo il primo libro. Nel romanzo, ambientato intorno a Popoli (PE), roccaforte dei duchi Cantelmo, Claudio è uno degli ultimi superstiti dell'antica famiglia nobile. Egli tenta l'approccio con tre sorelle, figlie del principe Montaga, per garantire la continuazione di una stirpe superiore, ma la scelta resta sospesa e incerta.
Il progetto di d'Annunzio era di tentare una nuova via del superuomo decadente, ossia quella di procreare una nuova stirpe, per dominare la massa ignorante della borghesia a Roma, legandosi al mito dei Sette Re.

### Il fuoco(1900)

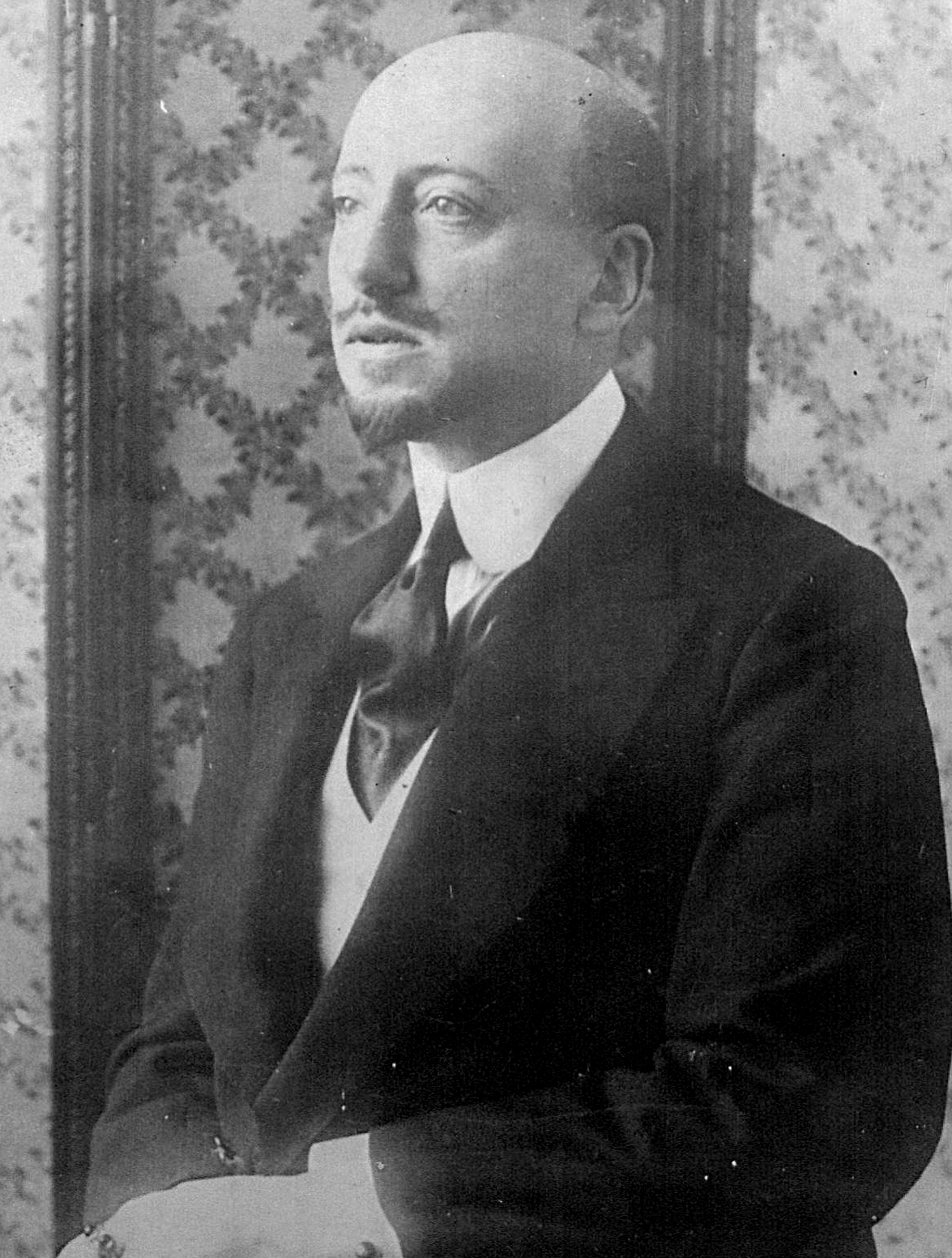
D'Annunzio nel 1916

Nel romanzo il protagonista Stelio Effrena si trova a Venezia con la sua amante Foscarina (Eleonora Duse), detta Perdita in segno di rapporto di padronanza con il suo innamorato. Stelio incontra vari amici intellettuali, e progetta la costruzione di un nuovo potere dell'intellettuale superomista nella Città del Silenzio, che ha a che fare con il teatro.
Perdita, sebbene in un primo momento gelosa dell'aura d'ombra che Stelio esercita su di lei, alla fine decide di concedersi totalmente al poeta, finché la comunione panica non passa il suo momento migliore, per una nuova vita.

### Forse che sì forse che no(1910)
L'ultimo romanzo dannunziano abbandona il tema dell'esteta decadente, per allacciarsi alla nuova corrente novecentesca del futurismo. D'Annunzio mescola il suo stile tipico alla nuova protagonista del secolo: l'automobile e l'aeroplano. Nella storia infatti il nobile Paolo Tarsis è innamorato di Isabella, con cui fa visita a Mantova al Palazzo Gonzaga, sede degli Estensi, famiglia ricca da cui discende lo stesso protagonista. Nel frattempo però Isabella è segretamente innamorata del fratello Aldo, e quando si scopre l'incesto, ella si uccide folle di dolore. Paolo decide di suicidarsi compiendo un gesto folle: arrivare in aeroplano fino alla Sardegna. Contro il suo volere, Paolo riesce nell'impresa e involontariamente è acclamato come eroe.

### Contemplazione della morte(1912) eVita di Cola di Rienzo(1913)
Nella prima opera, il libro è preceduto da un messaggio a "Mario Pelosini da Pisa" ed è dedicato "Alla memoria di Giovanni Pascoli e di Adolphe Bermond", quest'ultimo il proprietario della villa di Saint-Dominique (a pochi chilometri da Arcachon) in cui D'Annunzio soggiornò tra il 1910 e il 1916. Il poeta, colpito dalla morte a brevissima distanza di questi due personaggi molto importanti per lui, seppure per motivi diversissimi, ne commemora la scomparsa.
Il testo appartiene alla fase memorialistica della scrittura dannunziana iniziata con la pubblicazione delle Faville del Maglio da parte del Corriere della Sera grazie alle quali D'annunzio riuscì a mantenersi durante il soggiorno francese risolvendo almeno in parte il suo cronico bisogno di denaro.
La Vita di Cola di Rienzo è parte di un ciclo incompiuto di autori antichi scelti dal poeta per essere celebrati. D'Annunzio narra l'esistenza del romano Cola di Rienzo, che seppe destreggiarsi in senato contro la tirannia del papato e dei baroni, venendo acclamato come un antico "tribuno della plebe".

### Le Faville del maglio(1911-1914)
Scritti di prosa lirica usciti sulla Terza pagina de Il Corriere della Sera, in quattro serie, tra il 1911 e il 1914, furono redatte durante il soggiorno in Francia. L'autore li raccolse in due volumi, pubblicati dall'Editore Treves con aggiunte e scritti spurii: Il venturiero senza ventura e altri studii del vivere inimitabile nel 1924, dedicato a Eleonora Duse; il secondo, Il compagno dagli occhi senza cigli nel 1928. Il titolo allude alla simultaneità dell'opera, costituita come uno scritto di intermezzo tra i grandi capolavori dannunziani del passato e quelli che devono sopraggiungere: le sue riflessioni, ricordi, confessioni sono come le "faville" sprizzanti dall'incudine battuto dal poeta fabbro (il maglio).
Tra gli scritti figura quello in cui D'Annunzio accoglie, dopo tanti anni, un vecchio compagno conosciuto al Liceo Cicognini di Prato. Il ragazzo, di nome Dario, è mostrato malato e febbricitante, mentre d'Annunzio si tratteggia in splendida forma, addirittura un giorno seduto seminudo sul tetto di casa, sfidando il temporale e la pioggia.

### Il Notturno(1916)
Si tratta di un memoriale della prima guerra mondiale, in cui d'Annunzio dà prova del suo stile, narrando in tre parti le sofferenze del conflitto. Il titolo allude all'incidente di d'Annunzio durante il volo verso Trieste, quando fu ferito ad un occhio, battendo la tempia dentro l'aereo. Essendo costretto a letto, bendato, nella convalescenza, il poeta volle esprimere le sue sensazioni scrivendo alla cieca su lunghi fogli di carta.
La scrittura è asciutta, piena di frasi brevi e spezzate, disposte a colonna, in un verticalismo lirico che ricorda la metrica di Giuseppe Ungaretti. Tra gli episodi più famosi descritti, vi è quello del rientro della salma, a Venezia, dell'aviatore Giuseppe Miraglia, amico intimo di d'Annunzio. Il poeta si sofferma a lungo per tutta la prima parte dell'opera su questa scena, descrivendo in maniera minuziosa il suo stato d'animo, mentre è seduto davanti al letto dove giace il corpo.

### Il libro segreto(1936)
Ossia Le cento e cento e cento e cento pagine del libro segreto di Gabriele d'Annunzio tentato di morire è l'ultima opera in prosa ufficiale del poeta, redatta nel Vittoriale degli italiani. Il poeta si abbandona al ricordo delle sue imprese fiorentine e alla sua infanzia soprattutto, dichiarando di essere stato scelto dal destino e dalla volontà divina di esser poeta, patriota e combattente, mettendo sempre a rischio la vita. Infatti d'Annunzio sostiene di aver ricevuto una visione durante la visita al santuario di Pescara, affermando che i suoi progetti per il futuro consistevano in una semplice vita da erudito.

## Il teatro dannunziano (1896 - 1914)
D'Annunzio entrò in contatto con il teatro grazie ad Eleonora Duse, circa nel 1895. Il suo intento era di riformare da un punto di vista totalmente sperimentale la drammaturgia italiana, incentrata in storie che ricalcavano i grandi avvenimenti del passato rinascimentale o romano-greco. Il tutto doveva svolgersi in scenografie di ampia suggestione emotiva, che avrebbero dovuto mettere in comunicazione panica lo spettatore con la natura e l'aura di ombra e mistero del destino, facendo provare sensazioni oniriche.

### IlSogno di un mattino di primaveraeSogno d'un tramonto d'autunno(1896-7)
Queste due opere prime teatrali sono strettamente legate tra loro, per quanto riguarda la tensione del protagonista con la sensazione della morte imminente e la sconfitta dinanzi alla vita.
- Nella prima opera una povera donna di Firenze sta vivendo gli ultimi momenti con la famiglia, che cerca invano di farla rinsavire, prima di entrare in manicomio. Il motivo di tale follia è un amore non corrisposto.
- Nella seconda opera, ambientata nel '700 a Venezia, la moglie di un Doge non precisato, chiama una fattucchiera perché il nuovo Doge, il suo amante per cui lei ha assassinato il vero Doge, suo marito, adesso è in un bordello, a sollazzarsi con una crudele prostituta. La fattucchiera, con un rito magico a base di cera e capelli dello sventurato, fa prendere fuoco il bordello.

### La città morta(1896)
D'Annunzio, a circa vent'anni di distanza, celebra la scoperta archeologica di Troia e Micene da parte dello Schliemann. La scena mette in mostra una compagnie di giovani arricchiti che a Micene rinviene la tomba di Agamennone. Due ragazze, nel frattempo (l'una delle quali cieca), leggono l'Antigone di Sofocle per legarsi maggiormente nello spirito alla sensazione di grande rinascita della culla della civiltà greca, per cui autori come Omero, Eschilo ed Euripide hanno contato le gesta.

### La figlia di Iorio(1904)
Il primo successo vero di d'Annunzio nella drammaturgia teatrale avviene con il ritorno alle origini abruzzesi. D'Annunzio infatti nell'opera descrive situazioni di cui è pienamente conoscitore e cesellatore, del tutto sconosciute al grande pubblico italiano, come appunto le vicende dell'Abruzzo.

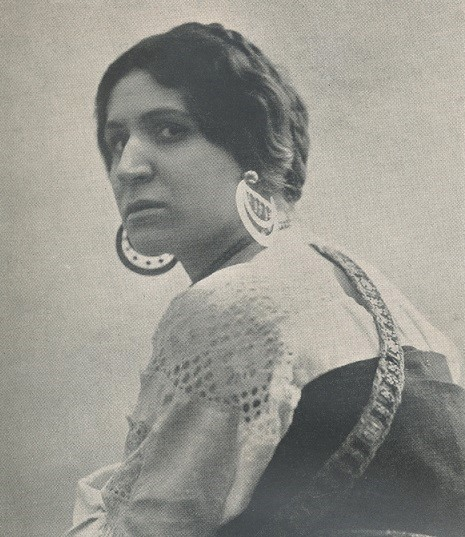
Irma Gramatica nella prima rappresentazione del 1910 della Figlia di Iorio

Il figlio di Lazzaro di Roio del Sangro sta per sposarsi, presso Taranta Peligna, quando improvvisamente nel clima di pace irrompe una ragazza, Mila di Codra, ritenuta strega. Il ragazzo immediatamente se ne innamora, e decide di isolarsi dalla comunità peligna, fuggendo nella grotta del Cavallone. Lazzaro si innamora anch'esso, ma suo figlio, nella follia, lo uccide, recandosi poi a Roma per chiedere l'indulgenza al papa. Ma i paesani nel frattempo rapiscono Mila e la bruciano come strega.
Ciò che colpisce di più della tragedia è la sensazione di pace e calma apparente, espressa dalla gioiosità popolare dei personaggi minori dell'opera, formata da canti in dialetto e scene di profonda fede cattolica, mischiata alle tradizioni pagane che corrono attorno alla "grotta".

### La fiaccola sotto il moggio(1905)
La seconda opera drammaturgica del ciclo abruzzese ha ambientazione ad Anversa degli Abruzzi, sede della nobile famiglia dei Sangro. D'Annunzio visitò il vecchio castello con il filologo sulmonese Antonio De Nino per poter costruire la storia, e il risultato fu un compendio del superomismo dannunziano con la leggenda popolare abruzzese tradizionale del malocchio.
La nobile famiglia dei Sangro vive in condizioni misere nei resti del castello medievale. La baronessina è osteggiata dal severo padre, che ha ucciso la madre per poter vivere in perdizione con una fattucchiera di Luco dei Marsi. Disperata, la ragazza si fa consigliare da un "serparo" (termine dei cacciatori di serpenti locali, che celebrano una festa cristiano-pagana) di evocare con una fiaccola lo spirito della madre. Il suo sacrificio farà andare in cielo la ragazza, e farà crollare definitivamente il vecchio mastio, simbolo di decadenza e corruzione, con tutti i nobili della famiglia, ormai in preda alla pazzia.

### La crociata degli innocenti(1911)
D'Annunzio tratteggia una scena di una sgangherata compagnia di crociati che, dopo la guarigione dalla lebbra di un membro per mano di una donna misteriosa, naufraga presso le coste della Terra santa.

### Il martirio di San Sebastiano(1911)
Sotto un'atmosfera di misticismo, d'Annunzio ripercorre la vita di San Sebastiano. Il santo è un giovane soldato della scorta di Diocleziano, che decide di salvare due ragazzi dalla morte perché appunto seguaci di Cristo. Diocleziano tenta di corrompere Sebastiano con il gozzoviglio e i piaceri, ma è offeso da costui, e dunque condannato ad essere ucciso con delle frecce.
D'Annunzio ne approfitta per descrivere la distruzione dell'Olimpo, in una maniera del tutto originale, dalle trombe di Dio e dai Cherubini, mentre Sebastiano è trafitto e ucciso dalle frecce, e sale al Cielo.

## Opere giovanili
- All'augusto sovrano d'Italia Umberto I di Savoia nel 14 marzo del 1879. Suo giorno natalizio. Augurii e voti, con Vittorio Garbaglia, Prato, Tipografia Giachetti, 1879. (ode)
- Primo vere. Liriche, come Floro, Chieti, Tipografia di G. Ricci, 1879; Lanciano, Carabba, 1880. (1ª raccolta poetica)
- In memoriam. Versi, come Floro Bruzio, Pistoia, Tipografia Niccolai, 1880. (2ª raccolta poetica per la morte della nonna)
- Cincinnato, in "Fanfulla della Domenica", anno II, n. 50, 12 dicembre 1880; poi in Terra vergine, Roma, Sommaruga, 1882. (1º racconto)

## Poesia
- Canto novo, Roma, Sommaruga, 1882.

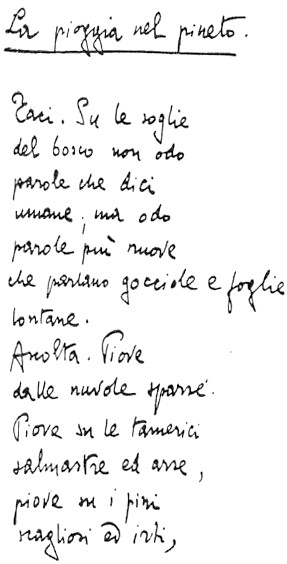
Parte iniziale del manoscritto La pioggia nel pineto, poesia raccolta nell'edizione Alcyone (1903)

- Intermezzo di rime, Roma, Sommaruga, 1884.
- Isaotta Guttadàuro ed altre poesie, Roma, La tribuna, 1886.
- L'Isotteo; La Chimera. 1885-1888, Milano, Treves, 1890.
- Elegie romane. 1887-1891, Bologna, Zanichelli, 1892.
- Poema paradisiaco. (1891-1892); Odi navali. (1891-1893), Milano, Treves, 1893.
- Sonnets cisalpins, in Gabriele D'Annunzio a Georges Hérelle. Correspondance accompagnée de douze sonnets cisalpins, Paris, Denoel, 1946 (ma 1896).
- Laudi del cielo, del mare, della terra e degli eroi

I, Maia, Milano, Treves, 1903.
II, Elettra, Milano, Treves, 1904.
III, Alcyone, Milano, Treves, 1904.
IV, Merope, Milano, Treves, 1912. (già edite in "Corriere della Sera" come Canzoni delle gesta d’oltremare fra l'ottobre 1911 e il febbraio 1912)
Asterope. Canti della guerra latina, Bologna, Zanichelli, 1948.

## Prosa

### Racconti e prose
- Terra vergine, Roma, Sommaruga, 1882.
- Il libro delle Vergini, Roma, Sommaruga, 1884.
- San Pantaleone, Firenze, Barbera, 1886.
- Le novelle della Pescara, Milano, Treves, 1902.
- Prose scelte, Milano, Treves, 1906. (antologia)
- Contemplazione della morte, Milano, Treves, 1912.
- La vita di Cola di Rienzo. Vite di uomini illustri e di uomini oscuri, Milano, Treves, 1913. (biografia)
- Le Faville del maglio, in "Corriere della Sera", dal 23 luglio 1911 al 24 settembre 1914, poi raccolte in:

Tomo I, Il venturiero senza ventura e altri studii del vivere inimitabile, Milano, Treves, 1924.
Tomo II, Il compagno dagli occhi senza cigli e altri studii del vivere inimitabile, Milano, Treves, 1928.
- La Leda senza cigno. Racconto, 3 voll., Milano, Treves, 1916.
- Notturno, Milano, Treves, 1921. (ma 1916)
- Cento e cento e cento e cento pagine del libro segreto di Gabriele d'Annunzio tentato di morire, Milano, Mondadori, 1935.

### Romanzi
- Il piacere, Milano, Treves, 1889. (romanzo della Rosa)
- Giovanni Episcopo, Napoli, Pierro, 1892.
- L’innocente, Napoli, Bideri, 1892. (romanzo della Rosa)
- Trionfo della morte, Milano, Treves, 1894. (romanzo della Rosa)
- Le vergini delle rocce. I romanzi del giglio, Roma, De Bosis, 1895. (romanzo del Giglio)
- Il fuoco, Milano, Treves, 1900. (romanzo del Melagrano)
- Forse che sì, forse che no, Milano, Treves, 1910.

## Drammaturgia

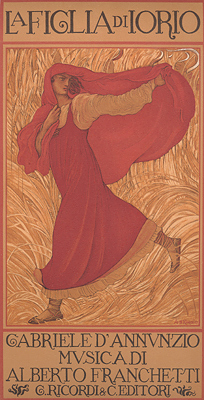
Manifesto per La figlia di Iorio di Adolfo De Carolis

- Sogno d'un mattino di primavera, in "Italia", a. I, fasc. I, 1º luglio 1897.
- Sogno d'un tramonto d'autunno. Poema tragico, Milano, Treves, 1898.
- La città morta. Tragedia, Milano, Treves, 1898.
- La Gioconda. Tragedia, Milano, Treves, 1898.
- La gloria. Tragedia, Milano, Treves, 1899.
- Francesca Da Rimini tragedia di Gabriele D'Annunzio rappresentata in Roma nell'anno 1901 a di 9 del mese di decembre, Milano, Treves, 1902. (Trilogia de I Malatesta)
- La figlia di Iorio. Tragedia pastorale, Milano, Treves, 1904.
- La fiaccola sotto il moggio. Tragedia, Milano, Treves, 1905.
- Più che l'amore. Tragedia moderna. Preceduta da un discorso ed accresciuta d'un preludio, d'un intermezzo e d'un esodo, Milano, Treves, 1906.
- La nave. Tragedia, Milano, Treves, 1908.
- Fedra. Tragedia, Milano, Treves, 1909.
- Le martyre de Saint Sébastien. Mystère composé en rythme français, Paris, Calmann-Lévy, 1911.
- Parisina. Tragedia lirica, Milano, Sonzogno, 1913. (Trilogia de I Malatesta)
- La Pisanelle, ou Le jeu de la rose et de la mort. Comedie, Paris, 1913, poi in Tutte le opere di Gabriele D'Annunzio, XXXII, Milano, Istituto Nazionale per l'edizione di tutte le opere di Gabriele D'Annunzio, 1935.
- Il ferro. Dramma in tre atti, Milano, Treves, 1914.
- La crociata degli innocenti. Mistero in quattro atti, in "L'eroica", a. V, n. 6-7, agosto-settembre 1915.

## Oratoria politica
- L'Armata d'Italia. Capitoli estratti dal giornale La Tribuna, Roma, Stabilimento tipografico della Tribuna, 1888.
- Per la più grande Italia. Orazioni e messaggi, Milano, Treves, 1915.
- Orazione per la Sagra dei Mille, in "Corriere della Sera", 6 maggio 1915. (ma 5 maggio 1915)
- La riscossa, Milano, Bestetti & Tumminelli, 1918.
- Lettera ai dalmati, Venezia, a cura delle associazioni Trento-Trieste e Dante Alighieri, 1919.
- Carta del Carnaro. Disegno di un nuovo ordinamento dello Stato libero di Fiume, 8 settembre 1920.
- Teneo te Africa, 6 voll., Gardone Riviera, Officine del Vittoriale degli italiani, 1936.
- Le dit du sourd et muet qui fut miraculé en l'an de grâce 1266, de Gabriele d'Annunzio qu'on nommoit Guerri de Dampnes, Roma, L'Oleandro, 1936.

## Epistolari
- Solus ad solam, Firenze, Sansoni, 1939.